# Eremophysa hedygramma
Eremophysa hedygramma är en fjärilsart som beskrevs av Brandt 1941. Eremophysa hedygramma ingår i släktet Eremophysa och familjen nattflyn. Inga underarter finns listade i Catalogue of Life.